# Camponotus janforrestae
Camponotus janforrestae is een mierensoort uit de onderfamilie van de schubmieren (Formicinae). De wetenschappelijke naam van de soort is voor het eerst geldig gepubliceerd in 2001 door McArthur & Shattuck.